# Peter J. Heather
Peter J. Heather (* 6. August 1960 in Nordirland) ist ein britischer Historiker.

## Leben
Heather studierte Geschichte (mit anschließender Promotion) am New College der Universität Oxford und lehrte am University College in London sowie an der Yale University. Bis 2008 war er Fellow of Medieval History am Worcester College in Oxford. Seit 2008 ist er Professor für mittelalterliche Geschichte am King’s College, London.

## Forschungen
Der Forschungsschwerpunkt Heathers ist die Spätantike und damit verbunden das Ende der Antike. In den letzten Jahren hat er sich auch verstärkt mit der politischen Entwicklung im Frühmittelalter beschäftigt. Er hat zahlreiche Aufsätze und Monographien zu Themen wie dem Untergang des Römischen Reiches im Westen, den Goten, der Rolle der Hunnen bei der Auflösung Westroms oder dem Rhetor Themistios veröffentlicht. 2005 erschien sein Buch The Fall of the Roman Empire: A New History of Rome and the Barbarians, in dem er als Hauptgrund für den Untergang des Römischen Reiches im Westen den Einfall der Hunnen und die dadurch angestoßenen Völkerbewegungen nannte; gleichzeitig verwarf Heather in dem Buch die These, dass das Imperium einem „Verfallsprozess“ ausgesetzt gewesen sei: Innere Faktoren seien für den Untergang Westroms nicht entscheidend gewesen. Das Buch erweckte in der Fachwelt auch deshalb Interesse, als sein Kollege, der Oxforder Archäologe und Althistoriker Bryan Ward-Perkins, fast gleichzeitig ein ähnliches Buch veröffentlichte (The Fall of Rome and the End of Civilization). Heather und vor allem Ward-Perkins argumentierten teils explizit gegen die sehr einflussreiche Position des in Princeton lehrenden Historikers Peter Brown, der die Spätantike vor allem als Transformationszeit begreift und dem von Teilen der Forschung vorgeworfen wird, den mit der Völkerwanderungszeit (wenigstens teilweise) verbundenen Zerstörungen und negativen Entwicklungen nicht genügend Rechnung zu tragen. Von Forschern wie Guy Halsall wurde Heather hingegen scharf kritisiert.

## Publikationen
(in Auswahl)
- Goths and Romans. 332–489. Clarendon Press, Oxford 1991, ISBN 0-19-820234-2.
- The Huns and the End of the Roman Empire in Western Europe. In: The English Historical Review. Band 110, Nr. 435, 1995, S. 4–41, doi:10.1093/ehr/CX.435.4.
- The Goths (= The Peoples of Europe.). Blackwell, Oxford 1996, ISBN 0-631-16536-3.
- als Herausgeber: The Visigoths from the Migration Period to the Seventh Century. An ethnographic Perspective (= Studies in historical Archaeoethnology. Band 4). Boydell Press u. a., Woodbridge 1999, ISBN 0-85115-762-9.
- Politics, philosophy, and empire in the fourth century. Select orations of Themistius (= Translated Texts for Historians. Band 36). Translated with an introduction by Peter Heather and David Moncur. Liverpool University Press, Liverpool 2001, ISBN 0-85323-106-0.
- The Fall of the Roman Empire. Macmillan, London u. a. 2005, ISBN 0-333-98914-7.
  - deutsch: Der Untergang des Römischen Weltreichs. Übersetzt von Klaus Kochmann. Klett-Cotta, Stuttgart 2007, ISBN 978-3-608-94082-4. Buchpreis 2007 von H-Soz-Kult.
- Empires and Barbarians. (Migration, Development and the Birth of Europe). Macmillan, London 2009, ISBN 978-0-333-98975-3.
  - deutsch: Invasion der Barbaren. Die Entstehung Europas im ersten Jahrtausend nach Christus. Übersetzt von Bernhard Jendricke, Rita Seuß und Thomas Wollermann. Klett-Cotta, Stuttgart 2011, ISBN 978-3-608-94652-9 (ausführliche Besprechung (PDF; 140 kB) bei PLEKOS).
- The Restoration of Rome. Barbarian Popes and Imperial Pretenders. Macmillan, London 2013, ISBN 978-0-230-70015-4.
  - deutsch: Die Wiedergeburt Roms. Päpste, Herrscher und die Welt des Mittelalters. Übersetzt von Hans Freundl und Heike Schlatterer. Klett-Cotta, Stuttgart 2014, ISBN 978-3-608-94856-1.
- Rome Resurgent. War and Empire in the Age of Justinian. Oxford University Press, London 2018, ISBN 978-0-19-936275-2.
  - deutsch: Die letzte Blüte Roms. Das Zeitalter Justinians. Übersetzt von Cornelius Hartz. WBG Theiss, Darmstadt 2018, ISBN 978-3-8062-3892-1.
- mit John Rapley: Why Empires Fall: Rome, America, and the Future of the West. Yale University Press, New Haven 2023, ISBN 978-0-300-27372-4.
  - deutsch: Stürzende Imperien. Rom, Amerika und die Zukunft des Westens. Übersetzt von Thomas Andresen. Klett-Cotta, Stuttgart 2024, ISBN 978-3-608-98236-7.
- zahlreiche Aufsätze, beispielsweise für die Cambridge Ancient History (Band 13 und 14).